# 分子線エピタキシー法
分子線エピタキシー法（ぶんしせんエピタキシーほう、 MBE; Molecular Beam Epitaxy）は現在、半導体の結晶成長に使われている手法の一つである。真空蒸着法に分類され、物理吸着を利用する。
高真空のために、原料供給機構より放たれた分子が他の気体分子にぶつかることなく直進し、ビーム状の分子線となるのが名称の由来である。

## 原理と特徴
原理自体は単純で、高真空中において、原料を蒸発させるなどして基板表面に照射して堆積させ、薄膜の形で成長させる。
特徴としては、
1. 超高真空(10−8Pa(10−10Torr)程度)下で成長を行うため、MOCVD法に比べて成長速度を遅くできる。また製膜温度も低くできる場合がある
2. 各セルのシャッターにより、成長方向、組成分布を厳密にコントロールできる
3. RHEEDにより、成長しながらのその場観察が行える
4. 数Å(10−1nm)オーダーの、単原子層レベルでの成長が可能であり、条件に気をつければ、1原子層ごとに異なる原子を面方位関係を保ったまま堆積させ(エピタキシャル成長)、単結晶の人工格子を作成することができる。
5. 複数の原料を独立に制御することで、原子比のよく制御された合金膜を作成することもできる。

などが挙げられる。
また短所としては、超高真空状態の維持が難しいなどの理由で、量産向きの蒸着法ではないことが挙げられる。

## 歴史
MBEという名称は、1970年にベル研究所のジョン・R・アーサー・ジュニアと卓以和（アルフレッド・チョー）がGaAsの結晶成長法として命名したのが始まりとされる。当時広く普及していたLPE（液相成長法）とは異なる特長を有する新たな結晶成長手法として発展し、超格子構造の作製や結晶の成長過程そのものの研究、ドーピングなどに応用されるようになった。製膜速度が遅いぶん量産には向かず、主に研究開発用途に用いられているが、AlGaAs系半導体レーザやHEMT素子などの量産に用いられた実例も知られている。

## 装置の構成

### 概要
MBE装置は下記のような要素から構成される。用途や原料によって詳細は異なる。
- 原料供給機構
- 製膜用真空チャンバー
- 試料交換用チャンバー
- 超高真空排気機構（真空ポンプ類および残留ガス吸着機構（液体窒素シュラウドなど））
- 真空計
- 分子線量のモニタリング機構
- 試料のモニタリング機構

### 原料供給機構

#### 要件
MBE法が他の真空蒸着法と異なるのは、求められる種類の分子だけを、正確に、しかも長時間（数分～数週間）に亘って安定して供給できることである。このためMBE法に於ける原料の供給機構は、下記のような要件を満たすことが求められる。
- 真空度を著しく損なわないこと。圧力が上がりすぎれば蒸発した分子の平均自由行程が短くなりすぎ、「分子線」ではなくなる。
- 結晶成長を阻害するような不純物の混入を極力抑えること。
- 供給する分子線を時間的・空間的に安定して制御できること。
- 供給機構自体が破損しにくいこと。破損すると真空を破るメンテナンスが必要になり、チャンバの清浄度がその分損なわれる。

MBE法をMBE法たらしめるのは、このような原料供給機構を備えているかどうかで決まるとも言える。

#### 形式
上記の要件を満たすために、様々な原料供給機構が用いられている。
- 抵抗加熱

最も基本的な方式である。タンタルなどの高温に耐えるヒーター線によって原料を入れたるつぼを加熱・蒸発させるものである。分子線量の調節は、るつぼの温度を制御することで行われる。るつぼは高温に耐えて原料を汚染しにくいものが選ばれ、原料や用途によって焼結窒化硼素(PBN)やアルミナ、カーボン、石英、各種金属の単体や合金、などが用いられる。
- 電子衝撃加熱

真空容器内での原料の加熱は、金属原料が融解するほどの高温になるため、セル自体が溶けて蒸着してしまわない様に、よく絞った電子ビームを原料表面に当て、金属原料に電流が流れるジュール熱によって加熱する。セルは容器外側から冷却されているので、これにより電子ビームの当たる位置だけが融解し、液体状態の外側は同一の物質であるため、不純物の混入を防止できる。
- ガスソース

単体では固体の原料を、有機化合物の形にするなどの方法で装置外部にて気体とし、流量で制御したものを送り込む方式もある。原料によっては分子線の制御性を大きく向上させる一方、化合物にすることで不要な元素が結晶に混入する危険性もある。このような方式はMOMBE(Metal-Organic Molecular Beam Epitaxy; 有機金属分子線エピタキシー)やガスソースMBE(Gas-source Molecular-)、CBE(Chemical-)等と呼ばれるが、厳密な分類ははっきりしない(言う人によって違ったりする)。
- クラッキング

熱やプラズマによって原料分子をある程度分解したり、エネルギーを持たせてから照射するものである。上記のいずれかの方式と組み合わせることが多い。

### 分子線量のモニタリング法
分子線の量は供給源の制御だけでなく、実際の分子線量をモニタリングし、フィードバック制御をかける場合もある。このようなモニタリングには、下記のような手法が用いられる。
- 膜厚計

結晶膜厚計を用いて測定する。これは、容器内の原料のビームが当たる位置に設置された結晶に膜が付着することで結晶の共振振動数が変わるのを利用した方式である。これにより10−2nmオーダの膜厚を測定することができる。
- 光学的測定

製膜中の薄膜に光を当て、膜厚干渉等によって膜厚を測定する方法である。方式や測定条件にもよるが、数nm～数百nm単位での測定が可能である。
- ビームフラックスモニタ

イオンゲージなどを製膜位置近辺に配置し、分子線量を「圧力」として測定する方式である。イオン化収率を考慮する必要がある。
- 原子吸光

蒸発した原子や分子の吸収スペクトルに合わせた光を分子線に照射し、通過した光の強度変化から分子線量を測定する方法である。

### 超高真空の維持機構
MBE装置の製膜チャンバー内は、所定の清浄度を得るために場合によっては1×10−10Torr以下にまで減圧する場合も珍しくない。このような超高真空を実現するために、下記のような手法が用いられる。

#### 真空ポンプ
チャンバー内部の気体を外部に排出するための超高真空ポンプとしては、下記のようなものが用いられる。
- 油拡散ポンプ

特殊な合成油をポンプ内部で超音速で噴射し、周囲の気体分子を巻き込んで移動させるものである。構造が簡単で機械的可動部が無く、大きな排気速度が得られる。反面、油の逆流によってチャンバーを汚染するおそれがあり、液体窒素トラップなどと併用されることが多い。
- クライオポンプ
- イオンポンプ
- ターボ分子ポンプ

多くの羽を有する回転翼と固定翼を積層し、回転翼を高速で駆動することで、飛び交う残留ガス分子の移動確率を片方向に偏らせるものである。振動に弱い欠点がある。また、一般に水素等の軽い分子に対しては排気速度は著しく低下する。ポンプの背圧と圧縮比によってポンプ自体の到達真空度が決まる。
- ソープションポンプ

残留ガス分子を吸着剤や低温バッフルを用いて吸着するものである。溜め込んだ分子は加熱するなどで定期的に排出させる。
- メカニカルブースターポンプ
- ゲッタリングポンプ

チタンなどの化学的に活性な金属を蒸発させ、内壁に蒸着する。そこに飛び込んできた分子は金属と反応して安定になるために真空度がよくなる。不活性ガスは排気ができないものの、活性ガスに対しては非常に大きな排気速度を持つ。また、完全にオイルフリーなポンプである。
ゲッタリングポンプを除き、これら超高真空ポンプは通常、さらに油回転ポンプやドライポンプなどの低真空ポンプと組み合わせて用いられる。

#### 液体窒素シュラウド
真空容器内で原料を蒸発させると、当然ながら真空度が悪化するため、通常真空容器の側壁面にシュラウドを設けてそこに液体窒素を満たす。これにより容器内部にある気体分子は側壁と衝突した際に壁面に吸着され、高い真空度を維持することができる。なお、蒸着終了後に液体窒素をシュラウドから抜くと容器内の真空度が一時的ではあるが急激に悪化するため注意が必要である。

#### ベーキング機構
メンテナンスなどで真空を破った場合、チャンバー内壁に大気中の気体や水分などが吸着する。このため、ポンプである程度の真空にした後、さらにチャンバー全体を加熱することでこれらの吸着分子を追い出す作業が行われる。これをベーキングと呼び、このためにヒーター線を外部に巻き付けたり、内部に加熱用のランプヒーターを配したりする場合が多い。